# نیکلز هیل (اکلاهما)
نیکلز هیل(به انگلیسی: Nichols Hills) شهری در ایالت اکلاهما کشور ایالات متحده آمریکا است که جمعیت آن در سرشماری سال ۲۰۱۰ میلادی، ۳٬۷۱۰ نفر بوده‌است.